# Дубровська сільська рада (Олевський район)
Дубровська сільська рада — колишня адміністративно-територіальна одиниця та орган місцевого самоврядування в Олевському районі Коростенської і Волинської округ, Київської та Житомирської областей Української РСР з адміністративним центром у селі Дуброва.

## Населені пункти
Сільській раді на час ліквідації були підпорядковані населені пункти:
- с. Дуброва

## Населення
У 1926 році чисельність населення сільської ради становила 718 осіб.
Кількість населення ради, станом на 1931 рік, становила 793 особи.

## Історія та адміністративний устрій
Створена 8 вересня 1925 року, як польська національна сільська рада, в колонії Дуброва Білокоровицької сільської ради Олевського району Коростенської округи. Станом на 17 грудня 1926 року на обліку перебувають хутори Вошолуха, Долина, Криниця, Локтець, Переділля та залізнична станція Дров'яний Пост. Станом на 1 жовтня 1941 року хутори Вошолуха, Криниця, Локотець, Переділля, не перебувають на обліку населених пунктів.
Станом на 1 вересня 1946 року сільська рада входила до складу Олевського району Житомирської області, на обліку в раді перебувало с. Дуброва; х. Долина не числиться на обліку населених пунктів.
Ліквідована 11 серпня 1954 року, відповідно до указу Президії Верховної ради УРСР «Про укрупнення сільських рад по Житомирській області», територію та с. Дуброва приєднано до складу Радовельської сільської ради Олевського району Житомирської області.